# Leopoldo Paciscopi
Leopoldo Paciscopi' (né à Cavriglia le 2 octobre 1925 et mort à Fiesole le 14 mai 2018) est un écrivain, journaliste et historien italien du cinéma muet.

## Biographie
Leopoldo Paciscopi est le fils de Dario Paciscopi, un acteur du cinéma muet qui l'introduit dès l'enfance dans le milieu artistique et littéraire du caffè delle Giubbe Rosse  de la  Piazza Vittorio (actuelle Piazza della  Repubblica) à Florence.
C'est dans ce milieu qu'il fréquente, de 1941 à 1944, Ardengo Soffici, Ottone Rosai, Eugenio Montale, Romano Bilenchi et Alfonso Gatto.
En 1944, en Toscane, il rejoint la Résistance italienne.
De 1946 à 1952, il est rédacteur en chef de l'hebdomadaire Toscana Nuova de Florence, puis de 1952 à 1956 rédacteur et critique de cinéma au quotidien Nuovo Corriere et de 1956 à 1977 envoyé spécial du quotidien La Nazione et du Il Resto del Carlino de Bologne. À partir de 1995, il collabore à la revue de la Fondazione Giovanni Spadolini, Nuova Antologia di Firenze et fait partie du comité scientifique de la Fondazione Primo Conti à Fiesole.
À partir de 2009, il intègre le comité scientifique de la Fondation Ardengo Soffici à Poggio a Caiano.
Il est aussi actif comme peintre et figure parmi les fondateurs à Florence en 1946 du groupe avant-gardiste Arte d'Oggi.
Leopoldo Paciscopi est mort à Fiesole le 14 mai 2018.

## Publications (sélection)
- (it) Gli anni discontinui: seduto al caffè con Rosai e Conti, 1992.
- (it) Ottone Rosai: cinquanta opere, Luigi Cavallo, Leopoldo Paciscopi , 1992.
- (it) Ardengo Soffici: un'arte toscana per l'Europa, Luigi Cavallo, Leopoldo Paciscopi, Oretta Nicolini, 2001.
- (it) Giubbe Rosse: e altri fogli di taccuino 1945-2002, 2002.
- (it) Sogni e profezie dello schermo silenzioso, Edizioni Giubbe Rosse, 2005.